# Storevar
Storevar is een plaats in de Noorse gemeente Sandefjord, provincie Vestfold. Storevar telt 342 inwoners (2007) en heeft een oppervlakte van 0,3 km².